# Musse Pigg som Trader Horn
Musse Pigg som Trader Horn (engelska: Trader Mickey) är en amerikansk animerad kortfilm med Musse Pigg från 1932.

## Handling
Musse Pigg och Pluto åker på en flotte uppför en afrikansk flod med varor, men blir tillfångatagna av ett gäng kannibaler. Musse lyckas dock rädda sig själv och Pluto genom att börja spela musik på saxofon som kannibalerna börjar jamma till.

## Om filmen
Filmen är den 45:e Musse Pigg-kortfilmen som producerades och den nionde som lanserades år 1932.
Filmen hade svensk premiär den 16 februari 1933 på biografen Palladium som förfilm till Robinson Crusoe (engelska: Mr. Robinson Crusoe) från 1932 med Douglas Fairbanks, Sr. i huvudrollen.

## Rollista
- Walt Disney – Musse Pigg
- Pinto Colvig – kanniballedare[5]